# هلموت پلسنر

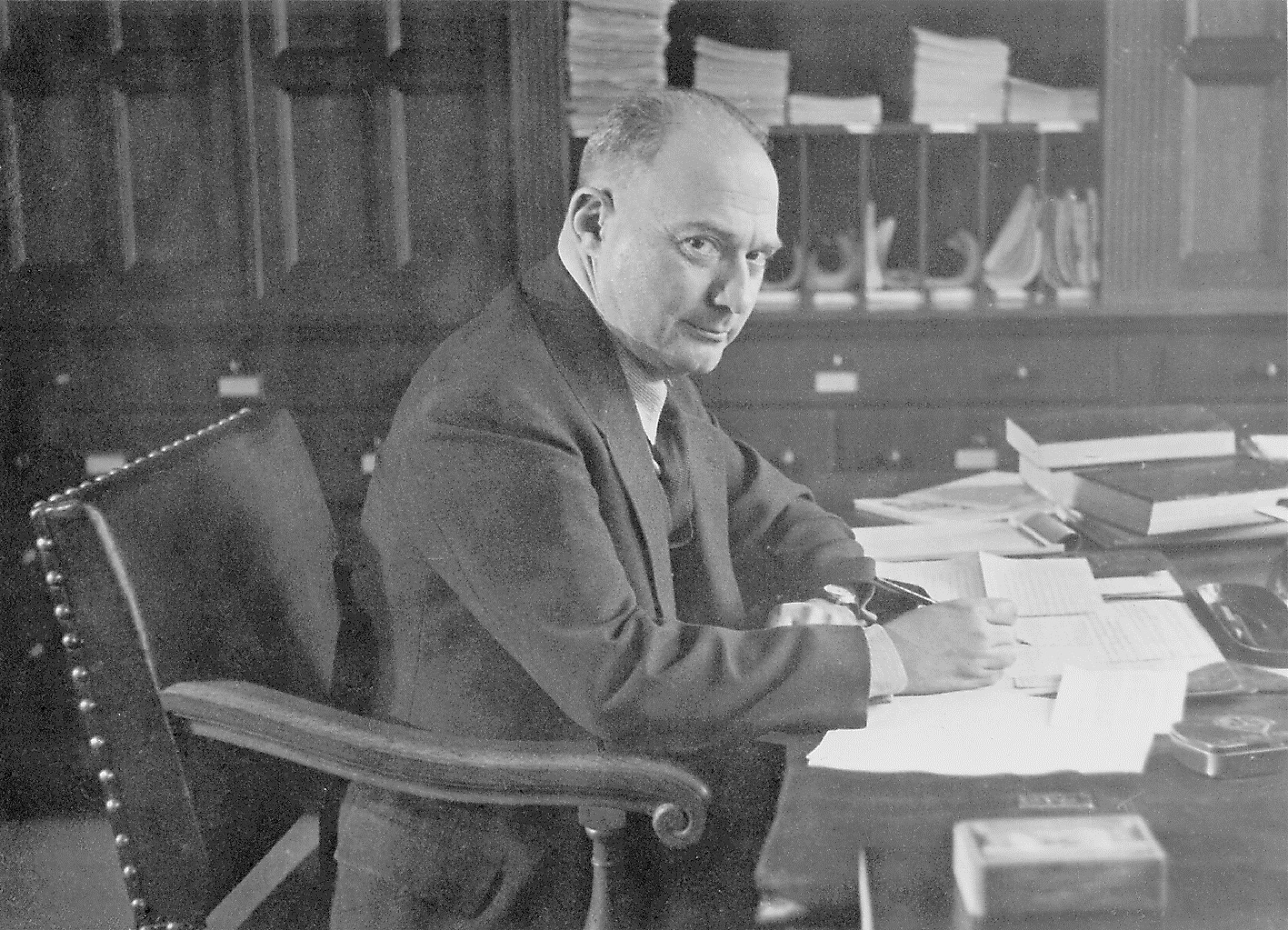
هلموت پلسنر در گرونینگن (۱۹۳۹)

هلموت پلسنر (۴ سپتامبر ۱۸۹۲، ویسبادن – ۱۲ ژوئن ۱۹۸۵، گوتینگن ) فیلسوف و جامعه‌شناس آلمانی و از مدافعان اصلی «انسان‌شناسی فلسفی» بود.

## زندگی و شغل
او از سال ۱۹۵۳تا ۱۹۵۹رئیس انجمن جامعه‌شناسی آلمان بود.
در سال ۱۹۵۹عضو خارجی آکادمی سلطنتی هنر و علوم هلند شد.

## فلسفه

### پیش فرض ماتریالیستی پلسنر
پلسنر زیست شناسی و انسان شناسی فلسفی را توسعه داد که به هرمنوتیک طبیعت تبدیل شد. به عقیده پلسنر، زندگی خودش را بیان می کند و بخشی از این بیان بر حسب شکل های زندگیِ داری شعور است که در بیان خود از طریق حواس انسانی، مؤلفه‌های پیشینی ادراک (ماده) را فراهم می‌کند (برای جایگزینی ایده‌آلیسم شناختی کانت از مقولات و شهودهای پیشینی که توسط سوبژکتیویته متعالی به‌عنوان فیلتری که از طریق آن به‌طور خودانگیخته به تجربه جهان نظم می‌دهیم) ارائه می‌کند. به عبارت دیگر، کیفیت‌های صوری که پیش فرض‌های ما را می‌سازند - به عنوان شرایطی که از طریق آنها چیزها را تجربه می‌کنیم - شرایطی مانند زمان، مکان، علیت و عدد، و در واقع قوانین فیزیک، هر طور که بعداً مفهوم‌سازی کنیم. آنها هم در طبیعت فیزیکی خودمان و هم در طبیعت فیزیکی محیط هایی که در آن زندگی می کنیم، از طریق رشد و تعاملات ما در این محیط ها به ما داده می شوند.

### سه مقوله طبیعتپیشینیو «نامتمرکز بودن» قصد و نیت انسان
پلسنر از هوسرل و شلر، ایده قصدی بودن آگاهی را به دور از نیاز به خود یا ادراک استعلایی اقتباس کرد و در عوض آن را در رفتار (به معنای وسیع کلمه) ارگانیسم های تعاملی با محیط زیست به عنوان مرزهایی که نقطه‌ی برخورد تکانه‌ها یا رشد موجودات با محیط‌شان را نشان می‌دهد و در عمل خود موقعیت‌یابی شناخته می‌شوند، قرار داد. اینها حوزه های عمل و ادراک هستند که آگاهی را تعریف می کنند و در عین حال آن را در دنیای مادی طبیعت مستقر می کنند. در مورد گیاهان، خود بیانی آنها کاملاً باز است - یعنی مرزهای آنها فقط با بازخوردهای بسیار ساده مشخص می شود و گیاه توانایی بیان ترجیحات عمدی در مورد محیط خود را ندارد. حیوانات برخلاف گیاهان، از مرزهای خود آگاه هستند و دائماً در داخل آنها تحت فشار قرار می گیرند، بنابراین یک نوع غرض ورزی بسته را نشان می دهند که در دام مرزهای خود افتاده است، این محدوده‌ی بیان آنها است. در نهایت، انسان‌ها بین قصد باز و بسته قرارمی‌گیرند - ما این مرزها هستیم، اما آنها را هم داریم، و پلسنر این محدودیت‌های مرزهای کنش انسان، تأثیر و بودن انسان را، به‌عنوان نامتمرکز بودن غرض‌ورزی انسان در روابط محیطی و تعیین آن توصیف می‌کند. از نظر پلسنر، سوبژکتیویته خود ما را می توان بر حسب ماهیت بیانی پیشینی(پیش فرض)، و تجربه و رابطه ما با آن درک کرد.

## جایزه هلموت پلسنر ویسبادن
شهر ویسبادن در سال ۲۰۱۴جایزه ای را به افتخار هلموت پلسنر ایجاد کرده است. که در خدمت ترویج و قدردانی از دانشمندان و روشنفکران ممتازی است که در ارتباط با پلسنر کار کرده و می‌کنند. این جایزه هر سه سال یکبار و به مبلغ ۲۰۰۰۰ یورو اهدا می شود. برنده اولین جایزه مایکل تومازلو است.

## کتابشناسی - فهرست کتب

### به زبان آلمانی
- ایده علمی پیش نویس شکل آنها، هایدلبرگ ۱۹۱۳.
- از ابتدا به عنوان اصل شکل گیری حقیقت متعالی (مفهوم بازتاب انتقادی)، هایدلبرگ ۱۹۱۸
- وحدت حواس. خطوط اساسی زیبایی شناسی ذهن، بن ۱۹۲۳.
- مرزهای جامعه نقد رادیکالیسم اجتماعی، بن ۱۹۲۴.
- سطوح ارگانیک و انسان. درآمدی بر انسان شناسی فلسفی، برلین / لایپزیگ ۱۹۲۸.
- قدرت و طبیعت انسان، تلاشی در انسان شناسی جهان بینی تاریخی، در: مجلات سیاست و آموزش مدنی، شماره ۳، ویرایش. ۵ ارنست فون هیپل، برلین ۱۹۳۱.
- ملت دیر. در مورد اغواپذیری روح بورژوایی، اشتوتگارت ۱۹۵۹(در اصل ۱۹۳۵).
- بخند و گریه کن. تحقیقی در مورد محدودیت های رفتار انسان، آرنهم ۱۹۴۱.
- رهایی قدرت، در: از قدرت. کمک های هانوفر به آموزش سیاسی، جلد ۲، ویرایش. از مرکز آموزش سیاسی ایالت نیدرزاکسن. هانوفر ۱۹۶۲، ۲۵-۷.
- انسان شناسی حواس، در: انسان شناسی فلسفی ۱۹۷۰، ۲۵۱-۱۸۷.

### به انگلیسی
- محدودیت های جامعه الف- نقد رادیکالیسم اجتماعی، ترجمه و معرفی توسط اندرو والاس، کتاب های علوم انسانی، نیویورک: کتاب های پرومتئوس ۱۹۹۹.
- خنده و گریه: مطالعه محدودیت های رفتار انسان ، ترجمه. توسط جی اس چرچیل و ماریجوری گرن، انتشارات دانشگاه نورث وسترن ۱۹۷۰.
- شرایط اجتماعی نقاشی مدرن ، در: اشتراوس، اروین دبلیو./گریفیث، ریچارد ام. . ) احساس و زیبایی شناسی. چهارمین کنفرانس لکسینگتون در مورد پدیدارشناسی محض و کاربردی ، پیتسبورگ: ۱۹۷۰.
- یک نیوتن از یک تیغه علف؟ (و بحث) ، در: ویرایش ام.گرن، به سوی وحدت دانش ، در: مسائل روانشناسی، ج. ۶، شماره ۲، نیویورک۱۹۶۹.
- درباره مرد پنهان، در: تحقیقات اجتماعی ۱۹۶۹.
- در بیان انسان، در: پدیدارشناسی: محض و کاربردی. اولین کنفرانس لکسینگتون ، ویرایش توسط اروین اشتراوس۱۹۶۴.
- درباره رابطه زمان با مرگ ، در: کمپبل، جوزف (ویرایش. انسان و زمان: مقالاتی از سالنامه ارانوس، پرینستون ۱۹۵۷.
- سطوح زندگی ارگانیک و انسان: مقدمه ای بر انسان شناسی فلسفی ، (نیویورک: انتشارات دانشگاه فوردهام، مجموعه اشکال زنده، ۲۰۱۹).